# Stadion Miejski w Djakowicy
Stadion Miejski (alb. Stadiumi i Qytetit, serb.  Градски стадион, Gradski stadion) – wielofunkcyjny stadion sportowy w Djakowicy w Kosowie. Wykorzystywany jest głównie do meczów piłki nożnej. Swoje mecze rozgrywają na nim drużyna KF Vëllaznimi. Obiekt może pomieścić 6000 widzów.